# Conrad Anton Zwierlein
Conrad Anton Zwierlein (* 13. Juni 1755 in Bad Brückenau; † 26. April 1825 in Fulda) war ein deutscher Mediziner.

## Leben
Zwierlein studierte in Fulda und Heidelberg und wurde später Universitätsprofessor für Medizin in Heidelberg.
1782 wurde er Brunnenarzt im Staatsbad Brückenau.
Am 14. Oktober 1787 wurde er mit dem akademischen Beinamen Hydorarchus als Mitglied (Matrikel-Nr. 869) in die Leopoldina aufgenommen.
Am 2. Januar 1789 nahm ihn die Akademie gemeinnütziger Wissenschaften zu Erfurt als Mitglied auf.
Bei Errichtung des Großherzogthums Frankfurt (1810) wurde er zum Hofrat und Direktor des Sanitäts- und Medizinalcollegiums ernannt.

## Veröffentlichungen
- Beschreibung des Gesundbrunnens zu Brückenau; Fulda, 1785
- Erste Gründe der praktischen Arzneimittellehre; Heidelberg, 1786
- Vermischte medicinische Schriften; 1786–88
- Der Arzt für Liebhaber der Schönheit; 1782
- Der Arzt für Liebhaberinnen der Schönheit; 1789
- Allgemeine Brunnenschrift für Brunnengäste und Aerzte: nebst kurzer Beschreibung der berühmtesten Bäder und Gesundbrunnen Deutschlands; Brückenau, 1789, 1815
  - 2., sehr verm. u. verb. Aufl. von 1815. Digitalisierte Ausgabe der Universitäts- und Landesbibliothek Düsseldorf
- Der Äsculap für Bade- und Brunnengäste; Wien, 1800
- mit Johann Christian Polykarp Erxleben († 1777): Theoretischer Unterricht in der Vieharzneykunst
- Erstaunende Naturmerkwürdigkeiten im Jahre 1800, und deren Folgen für Menschen Thiere und Gewächse; 1804
- Über die neuesten Badeanstalten in Deutschland Frankfurt, 1803
- Vom großen Einfluß der Waldungen auf Cultur u. Beglückung der Staaten; Würzburg, 1807
- Der deutsche Eichbaum und seine Heilkraft; 1824